# 1904年セントルイスオリンピックのロック競技
1904年セントルイスオリンピックのロック競技（1904ねんセントルイスオリンピックのロックきょうぎ）では、1904年セントルイスオリンピックのロック競技の成績結果を記す。
なお、ロックとはクロッケーのアメリカ版の競技であり、オリンピックで行われたのは1904年セントルイスオリンピック1度だけである。

## 国・地域別メダル獲得数
| 順 | 国・地域       | 金 | 銀 | 銅 | 計 |
| -- | -------------- | -- | -- | -- | -- |
| 1  | アメリカ合衆国 | 1  | 1  | 1  | 3  |

## メダル受賞者

### 個人
| 順位 | 国・地域       | 選手名                  |
| ---- | -------------- | ----------------------- |
| 金   | アメリカ合衆国 | チャールズ・ジャコバス  |
| 銀   | アメリカ合衆国 | スミス・O・ストリーター |
| 銅   | アメリカ合衆国 | チャールズ・ブラウン    |